# Богач, Георге
Георге (Георгий Феодосиевич) Богач (20 апреля 1915, Василевка, Бессарабская губерния — 28 ноября 1991, Москва) — молдавский литературовед и фольклорист. Кандидат филологических наук, профессор, член Союза писателей Молдавии. Широкой общественности Георге Богач стал известен благодаря черновицкому литературоведу Николаю Богайчуку и его статье «Горизонты учёного», опубликованной 23 января 1992 года в газете «Буковина». В 2005 году его имя вошло в энциклопедический справочник «Литература и искусство Буковины в именах».

## Биография
Богач родился 20 апреля 1915 года в селе Василевка в семье священника. Среднее образование получил в Хотинском и Белградском лицеях, в 1938 году окончил литературно-философский факультет Ясского университета, где работал ассистентом на кафедре славистики. После окончания Великой Отечественной войны, участником которой был, в 1946—1971 годах работал научным сотрудником Института языка и литературы АН Молдовы, а в течение 1971—1989 годов — на преподавательской работе в Иркутском педагогическом институте (РСФСР). Умер Георге Богач 28 ноября 1991 года в Москве, похоронен в Кишинёве.

## Творчество
Георге Богач автор монографий: «Пушкин и молдавский фольклор» (1963, 1967), «Александру Донич» (1966, в соавторстве), «Горький и молдавский фольклор» (1966), «Далече северной столицы: О творчестве Пушкина в Молдавии» (1979). В трудах «В мире слов» (1982), «Страницы истории литературы» (1970), «Новые страницы истории литературы» (1984), «Молдавские легенды, записанные Пушкином» (1953), «Первые переводы произведений В. Александри на русский язык» (1960), «Иркутские материалы про Н. Милеску-Спафария» (1979) Георге Богач приводит убедительные факты из истории молдавско-восточнославянских культурных взаимоотношений. Учёный написал отдельные разделы академических изданий «История Молдовы», «История молдавской литературы», «Пушкин на Юге», «Студии и материалы о Б. П. Хашдеу». Выдал однотомники произведений классиков молдавско-румынской литературы К. Негруцци, В. Александри и К. Стамати-Чуря с собственными предисловиями.
В Молдавии Георге Богач популяризировал творчество Тараса Шевченко. Ещё 11 декабря 1936 года в газете «Опиния» (г. Яссы) опубликовал материал «Украинский поэт Шевченко», 9 марта 1961 года в газете «Культура Молдовей» — «Т. Шевченко о Молдове».